# Jonathan Paredes
Jonathan Paredes Bernal (Città del Messico, 14 agosto 1989) è un tuffatore messicano, specializzato nelle grandi altezze.
Ha vinto la medaglia d'argento ai campionati mondiali di nuoto di Kazan' 2015 e quella di bronzo a Barcellona 2013 e Gwangju 2019.

## Palmarès
| Anno | Manifestazione | Sede       | Evento         | Risultato | Prestazione | Note |
| ---- | -------------- | ---------- | -------------- | --------- | ----------- | ---- |
| 2013 | Mondiali       | Barcellona | Grandi altezze | Bronzo    | 578,35 p.   |      |
| 2015 | Mondiali       | Kazan'     | Grandi altezze | Argento   | 596,45 p.   |      |
| 2017 | Mondiali       | Budapest   | Grandi altezze | 8º        | 343,25 p.   |      |
| 2019 | Mondiali       | Gwangju    | Grandi altezze | Bronzo    | 430,15 p.   |      |